# Premi Emmy 1993
La cerimonia della 45ª edizione dei Primetime Emmy Awards (45th Primetime Emmy Awards) si è tenuta il 19 settembre 1993.
La cerimonia fu trasmessa dalla ABC e presentata da Angela Lansbury.

## Primetime Emmy Awards

### Programmi televisivi

#### Migliore serie televisiva comica o commedia
- Seinfeld (NBC)
  - Cheers (NBC)
  - Home Improvement (ABC)
  - The Larry Sanders Show (HBO)
  - Murphy Brown (CBS)

#### Migliore serie televisiva drammatica
- Picket Fences (CBS)
  - Homefront (ABC)
  - I'll Fly Away (NBC)
  - Law & Order (NBC)
  - Northern Exposure (CBS)

#### Miglior miniserie
- Prime Suspect 2 (PBS)
  - Alex Haley's Queen (CBS)
  - Family Pictures (ABC)
  - The Jacksons: An American Dream (ABC)
  - Sinatra (CBS)

#### Miglior film tv
- Barbarians at the Gate (HBO)
- Stalin (HBO)
  - Citizen Cohn(HBO)
  - The Positively True Adventures of the Alleged Texas Cheerleader-Murdering Mom(HBO)
  - Tru (PBS)

#### Miglior serie varietà, musicale o comico
- Saturday Night Live (NBC)
  - Late Night With David Letterman (CBS)
  - MTV Unplugged (MTV)
  - The Tonight Show With Jay Leno (NBC)

#### Miglior programma varietà, musicale o comico
- Bob Hope: The First 90 Years (NBC)
  - The 65th Annual Academy Awards (ABC)
  - The Search for Signs of Intelligent Life in the Universe(Showtime)
  - Sondheim: A Celebration at Carnegie Hall(PBS)
  - The 46th Annual Tony Awards(CBS)

#### Miglior oggetti mostra
- Object Oppose (CBS)
  - ITV Battle (ITV)
  - The Daily Object Show (ABC)
  - Challenge to Win (TNT)
  - Paper Puppets (Cartoon Network)

### Recitazione

#### Migliore attore in una serie tv drammatica
- Tom Skerritt per il ruolo di "Jimmy Brock" in Picket Fences (CBS)
  - Scott Bakula per il ruolo di "Sam Beckett" in Quantum Leap (NBC)
  - Michael Moriarty per il ruolo di "Ben Stone" in Law & Order (NBC)
  - Rob Morrow per il ruolo di "Joel Fleischman" in Northern Exposure (CBS)
  - Sam Waterston per il ruolo di "Forrest Bedford" in I'll Fly Away (NBC)

#### Migliore attrice in una serie tv drammatica
- Kathy Baker per il ruolo di "Jill Brock" in Picket Fences (CBS)
  - Swoosie Kurtz per il ruolo di "Alex Halsey" in Sisters (NBC)
  - Angela Lansbury per il ruolo di "Jessica Fletcher" in Murder, She Wrote (CBS)
  - Regina Taylor per il ruolo di "Lilly" in I'll Fly Away(NBC)
  - Janine Turner per il ruolo di "Maggie O'Connell" in Northern Exposure (CBS)

#### Migliore attore in una serie tv commedia
- Ted Danson per il ruolo di "Sam Malone" in Cheers (NBC)
  - Tim Allen per il ruolo di "Tim Taylor" in Home Improvement (ABC)
  - John Goodman per il ruolo di "Dan Conner" in Pappa e ciccia (Roseanne) (ABC)
  - Jerry Seinfeld per il ruolo di "Jerry Seinfeld" in Seinfeld (NBC)
  - Garry Shandling per il ruolo di "Larry Sanders" in The Larry Sanders Show (HBO)

#### Migliore attrice in una serie tv commedia
- Roseanne Arnold per avere interpretato "Roseanne Conner" in Pappa e ciccia (Roseanne) (ABC)
  - Kirstie Alley per avere interpretato "Rebecca Howe" in Cheers (NBC)
  - Candice Bergen per avere interpretato "Murphy Brown" in Murphy Brown (CBS)
  - Helen Hunt per avere interpretato "Jamie Buchman" in Mad About You (NBC)
  - Marion Ross per avere interpretato "Sophie Berger" in Brooklyn Bridge(CBS)

#### Migliore attore in una miniserie o film per la televisione
- Robert Morse per avere interpretato "Truman Capote" in Tru (PBS)
  - James Garner per avere interpretato "F. Ross Johnson" in Barbarians at the Gate (HBO)
  - James Woods per avere interpretato "Roy Marcus Cohn" in Citizen Cohn (HBO)
  - Robert Blake per avere interpretato "John List in" Judgment Day: The John List Story (CBS)
  - Robert Duvall per avere interpretato "Joseph Stalin" in Stalin (HBO)

#### Migliore attrice in una miniserie o film per la televisione
- Holly Hunter per avere interpretato "Wanda Holloway" in The Positively True Adventures of the Alleged Texas Cheerleader-Murdering Mom (HBO)
  - Joanne Woodward per avere interpretato "Nell Harrington" in Blind Spot (CBS)
  - Helen Mirren per avere interpretato "DCI Jane Tennisen" in Prime Suspect 2 (PBS)
  - Glenn Close per avere interpretato "Sarah Witting" in Skylark (CBS)
  - Maggie Smith per avere interpretato "Violet Venable" in Suddenly Last Summer (PBS)

#### Migliore attore non protagonista in una serie tv drammatica
- Chad Lowe per avere interpretato "Jesse McKenna" on Life Goes On (ABC)
  - Barry Corbin per avere interpretato "Maurice J. Minnifield" on Northern Exposure (CBS)
  - John Cullum per avere interpretato "Holling Vincoeur" on Northern Exposure (CBS)
  - Fvvush Finkel per avere interpretato "Douglas Wambaugh" on Picket Fences (CBS)
  - Dean Stockwell per avere interpretato "Admiral Al Calavicci" on Quantum Leap (NBC)

#### Migliore attrice non protagonista in una serie tv drammatica
- Mary Alice per avere interpretato "Marguerite Peck" in I'll Fly Away (NBC)
  - Cynthia Geary per avere interpretato "Shelly Tambo" in Northern Exposure (CBS)
  - Kay Lenz per avere interpretato "Maggie Zombro" in Reasonable Doubts(NBC)
  - Kellie Martin per avere interpretato "Becca Thatcher" in Life Goes On (ABC)
  - Peg Phillips per avere interpretato "Ruth Anne" in Northern Exposure (CBS)

#### Migliore attore non protagonista in una serie tv commedia
- Michael Richards per il ruolo di "Cosmo Kramer" in Seinfeld (NBC)
  - Jason Alexander per il ruolo di "George Costanza" in Seinfeld (NBC)
  - Michael Jeter per il ruolo di "Herman Stiles" in Evening Shade (CBS)
  - Jeffrey Tambor per il ruolo di "Hank Kingsley" in The Larry Sanders Show (HBO)
  - Rip Torn per il ruolo di "Arthur" in The Larry Sanders Show (HBO)

#### Migliore attrice non protagonista in una serie tv commedia
- Laurie Metcalf per il ruolo di "Jackie Harris" in Pappa e ciccia (Roseanne) (ABC)
  - Shelley Fabares per il ruolo di "Christine Armstrong" in Coach (ABC)
  - Sara Gilbert per il ruolo di "Darlene Conner" in Pappa e ciccia (Roseanne) (ABC)
  - Julia Louis-Dreyfus per il ruolo di "Elaine Benes" in Seinfeld (NBC)
  - Rhea Perlman per il ruolo di "Carla Tortelli" in Cheers (NBC)

#### Migliore attore non protagonista in una miniserie o film per la televisione
- Beau Bridges per il ruolo di "Terry Harper" in The Positively True Adventures of the Alleged Texas Cheerleader-Murdering Mom (HBO)
  - Jonathan Pryce per il ruolo di "Henry Kravis" in Barbarians at the Gate (HBO)
  - Peter Riegert per il ruolo di "Peter Cohen" in Barbarians at the Gate (HBO)
  - Brian Dennehy per il ruolo di "John McArthur" in Murder in the Heartland (ABC)
  - Maximilian Schell per il ruolo di "Vladimir Lenin" in Stalin (HBO)

#### Migliore attrice non protagonista in una miniserie o film per la televisione
- Mary Tyler Moore per il ruolo di "Georgia Tann" in Stolen Babies (HBO)
  - Ann-Margret per il ruolo di "Sally Jackson" in Alex Haley's Queen (CBS)
  - Lee Grant per il ruolo di "Dora Cohn" in Citizen Cohn (HBO)
  - Joan Plowright per il ruolo di "Olga" in Stalin (HBO)
  - Peggy McCay per il ruolo di "Virginia Bembenek" in Woman on the Run: The Lawrencia Bembenek Story (NBC)

### Sceneggiatura

#### Migliore sceneggiatura per una serie tv drammatica
- Tom Fontana per Homicide: Life on the Street (NBC)

#### Migliore sceneggiatura per una serie tv commedia
- Larry David per Seinfeld (NBC)

#### Migliore sceneggiatura per una miniserie o uno speciale
- Jane Anderson per The Positively True Adventures of the Alleged Texas Cheerleader-Murdering Mom (HBO)

#### Migliore sceneggiatura per un varietà o un programma musicale
- Judd Apatow, Robert Cohen, Brent Forrester, Jeff Kahn, Bruce Kirschbaum, Bob Odenkirk, Sultan Pepper, Dino Stamatopoulos, Ben Stiller, David Cross per The Ben Stiller Show (Fox)